# Luna (orque)
Pour les articles homonymes, voir Luna.

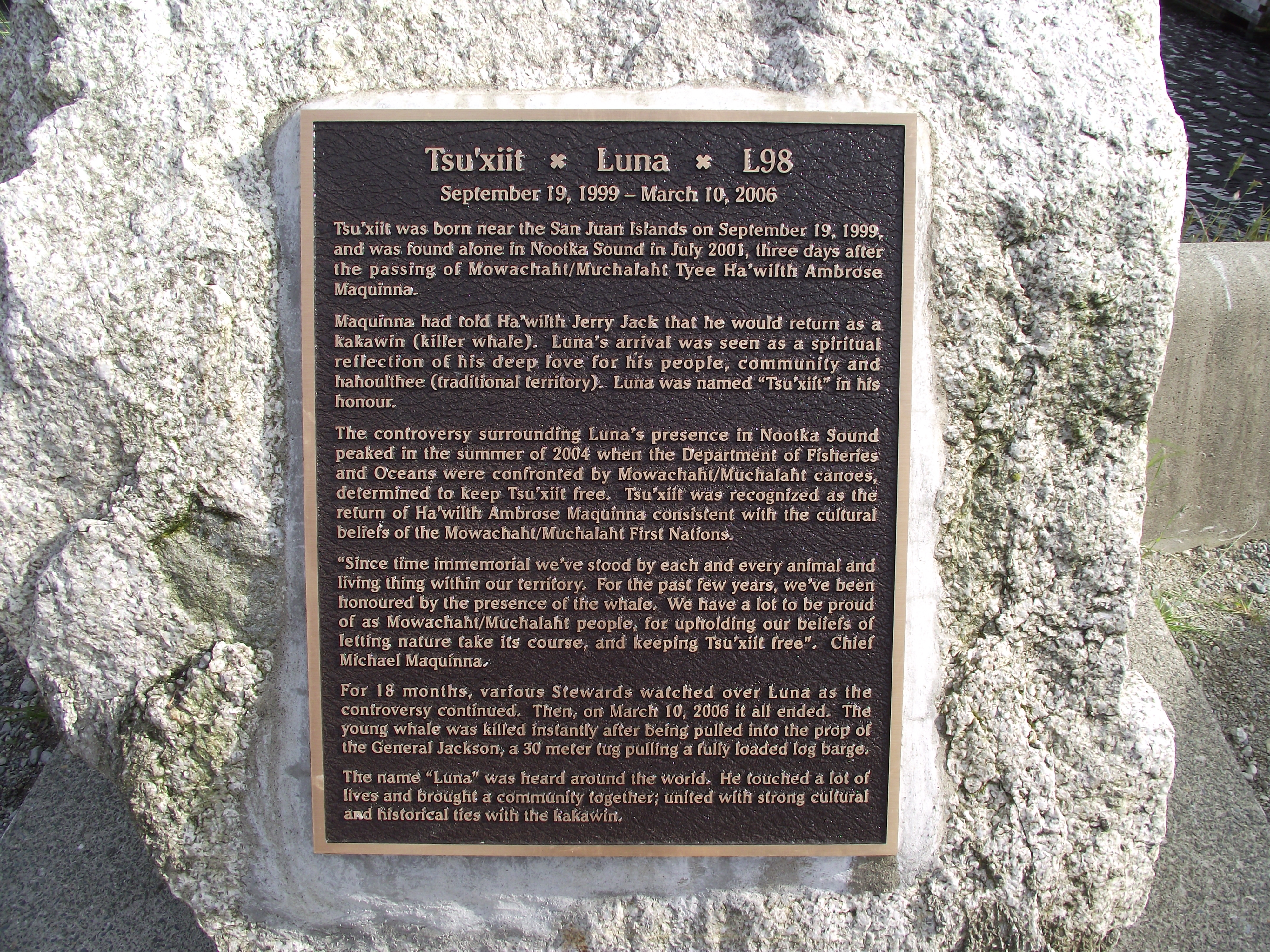
Plaque commémorative dans la baie de Nootka.

Luna (né vers le 19 septembre 1999 près des îles San Juan et mort le 10 mars 2006, aussi connue sous le nom scientifique L98 et sous le nom amérindien Tsu'xiit, est une orque mâle.

## Biographie
Après avoir été séparé de sa mère encore jeune, solitaire à partir de juillet 2001, Luna passe cinq ans dans la baie de Nootka, sur la côte ouest de l'île de Vancouver au Canada. Il est devenu une attraction touristique majeure. La situation de Luna était controversée alors que les politiciens, les Amérindiens, le groupe Sea-World et le peuple se disputaient sur la façon de traiter sa situation. Fallait-il le capturer ou le laisser approcher les gens dans la baie ? Luna a causé des dommages importants à certains navires et il s’est légèrement blessé dans des collisions avec des bateaux.
L’histoire commence dans la baie de Nootka, au large de la côte ouest du Canada, en 2001, lorsque le jeune cétacé a été séparé de sa famille, en effet ils se rassemblent pour la migration et la chasse. La baie de Nootka serpente vers l’intérieur des terres depuis le Pacifique jusqu’à l’une des anciennes villes forestières en amont de la rivière. On y observe souvent les orques lors de leurs expéditions de pêche au saumon.
Quand les orques sont retournés à Puget Sound sans Luna et son oncle, des scientifiques ont émis l’hypothèse que les baleines disparues pêchaient peut-être ensemble lorsque l’oncle est mort. Mais personne ne sait vraiment ce qu’il s’est passé. Luna n’avait que deux ans, ce qui est très jeune pour des animaux qui vivent régulièrement jusqu’à soixante ou soixante-dix ans et qui n’atteignent pas la maturité avant l’âge de vingt ans au moins. 
Heureusement pour lui, Luna avait au moins appris à chasser sa nourriture. 
Les orques sont des animaux sociaux qui ont besoin de la compagnie des autres. Luna a donc commencé à créer des liens avec les humains qui vont et viennent sur les bateaux dans la baie de Nootka.
Sa présence attire les touristes malgré les craintes que son comportement sociable puisse devenir un danger pour l'Homme. Après des années de débat, le ministère canadien Pêches et Océans Canada autorise en juin 2004 sa capture pour la placer en captivité. Cependant, cette décision est finalement contrecarrée sur le terrain par une intervention des Premières Nations locales Mowachaht-Muchalaht qui considèrent Luna comme la réincarnation d'un de leur ancien chef mort peu avant la naissance de l'orque,.
L'orque est tuée accidentellement par le remorqueur General Jackson en 2006.

## Postérité
Son histoire est racontée dans le documentaire The Whale (2011) de Suzanne Chisholm et Michael Parfit, diffusé en français dans Thalassa : "Luna, l'orque qui aimait les hommes", ainsi que dans le film "Saving Luna" ou "Luna: Spirit of the Whale", 2007 ("Luna, une Orque pas Comme les Autres") de Don McBrearty avec Adam Beach, Graham Greene (II), Jason Priestley, Tantoo Cardinal.